# Nomokanon
Nomokanon (srednjeveško grško Νομοκανον, latinizirano: Nomokanōn, iz grškega nomos - 'zakon' in kanon -  'pravilo') je zbirka cerkvenega prava, ki jo sestavljajo elementi civilnega in cerkvenega prava. Nomokanoni so del kanonskega prava Katoliških cerkva vzhodnega obreda (skozi vzhodnokatoliško kanonsko pravo) in Vzhodne pravoslavne cerkve. 

## Bizantinski nomokanoni

### Nomokanon Ivana III. Sholastika
Avtorstvo prvega nomokanona, napisanega v 6. stoletju, se z nekaj negotovosti pripisuje konstantinopelskemu patriarhu Ivanu III. Sholastiku. Nomokanon ima približno 550 vnosov, urejenih v 50 naslovih. Avtor je kasneje sestavil izvleček iz Justinijanovih Novel v 87 poglavjih, ki se nanašajo na cerkvene zadeve. Vsakemu od 50 naslovov so bila dodana besedila cesarskih zakonov o isti temi z 21 dodatnimi poglavji, ki so bila skoraj vsa izposojena iz Ivanovih 87 poglavij.

### Nomokanon v štirinajst naslovih
Drugi nomokanon je iz obdobja vladavine bizantinskega cesarja Heraklija (610–641), ko je latinščino kot uradni jezik cesarske pisarne nadomestila grščina. Nastal je s spojitvijo zbirke Justinijanovega cesarskega prava Collectio tripartita  in Kanonske sintagme (cerkveni kanoni). Zbirka je kasneje postala znana kot Nomokanon v štirinajst naslovih. 

### Fotijev nomokanon
Nomokanon v štirinajst naslovih je bil dolgo cenjen in je prešel tudi v Rusko pravoslavno cerkev, vendar ga je postopoma izpodrinil Fotijev nomokanon, objavljen leta 883. 
Fotij, carigrajski patriarh iz 9. stoletja, je bil velik in sistematičen prevajalec vzhodne cerkve in imel podoben položaj kot Gracijan na zahodu. Fotijev monokanon v dveh delih je bil  kronološko urejena zbirka sinodičnih kanonov in revizija Nomokanona v štirinajst poglavjih in je še vedno klasičen vir starodavnega cerkvenega prava Grške pravoslavne cerkve.
Vseboval je Nomokanon v 14 naslovih z dodatkom 102 kanonov Trulanskega koncila, 17 kanonov Carigrajskega koncila iz leta 861 in tri kanone, ki jih je Fotij nadomestil s tistimi iz Carigrajskega koncila iz leta 869. 
Celotno Fotijevo zbirko je okoli leta 1170 komentiral Teodor Balsamon, grški patriarh Antiohije, ki je prebival v Carigradu. Fotijev nomokanon je nadomestil Pedalion (grško Πεδαλιον, 'krmilo'), nekakšen corpus juris Vzhodne pravoslavne cerkve, ki ga je leta 1800 natisnil patriarh Neofit VII. 
Fotijev nomokanon je ohranjen v pravu Vzhodne pravoslavne cerkve in je vključen v Sintagmo, ki sta jo izdala Rallis in Potlis v Atenah v letih 1852–1859.

## Nomokanon Svetega Save
Nomokanon Svetega Save, srbsko Zakonopravilo ali Savino Zakonopravilo, je bil prva srbska ustava in najvišji zakonik v Srbski pravoslavni cerkvi. Dokončan je bil leta 1219. Bil je zbornik zbornik civilnega prava, ki je temeljil na rimskem  in cerkvenem pravu, ki je temeljilo na kanonih  ekumenskih zborov. Osnovni namen Kanona Svetega Save je bil urediti delovanje mlade srbske kraljevine in srbske cerkve. 
V času dinastije Nemanjić (1166–1371) vladarji srbske srednjeveške države niso imeli zakonika, ki bi urejal odnose v državi in cerkvi. Vladali so z enkratnimi pravnimi akti in odloki. Da bi se rešil ta  problem in uredil pravni sistem, je Sveti Sava po pridobitvi cerkvene neodvisnosti Srbije leta 1219 sestavil svoje Zakonopravilo. 
Zakonopravilo je bilo kasneje sprejeto tudi v Bolgariji, Romuniji in Rusiji in bilo natisnjeno v Moskvi v 17. stoletju. Rimsko-bizantinsko pravo je bilo torej z Zakonopravilom presajeno v Vzhodno Evropo. V Srbiji so ga šteli za zakonik božjega prava in ga prenesli v Dušanov zakonik. 
Med srbsko vstajo je leta 1804 je duhovnik Matija Nenadović določil Nomokanon svetega Save za zakonik osvobojene Srbije. Kanon je bil leta 1844 vključen tudi v srbski civilni zakonik. Zakonopravilo se še vedno uporablja v Srbski pravoslavni cerkvi kot najvišji cerkveni zakonik. 

## Sirsko izročilo
Nomokanone sirske Cerkve Vzhoda so napisali naslednji avtorji: 
- Išoʿboht (8. stoletje): Zbirka zakonov (perzijsko)
- Gabrijel iz Basre (pozno 9. stoletje): Zbirka razsodb (sirsko)
- Elija ibn Ubaid (zgodnje 10. stoletje): Arabski nomokanon (arabsko)
- Ibn al-Tajib (11. stoletje): Zakon krščanstva (arabsko)
- Abdišo bar Brikha (umrl 1318): Nomokanon (sirsko)